# Reinhold Lagrene
Reinhold Lagrene (* 1950; gest. 28. November 2016) war ein deutscher Sinto und Experte für das (von Linguisten auch als Sintitikes bezeichnete) Romanes der Sinti und insbesondere für die Erzählkultur seiner Minderheit. Er lebte in Mannheim.

## Leben
Reinhold Lagrene war seit den 1970er Jahren in der Bürgerrechtsbewegung der Sinti aktiv. Seit der Gründung des Zentralrats Deutscher Sinti und Roma 1982 war er dort Vorstandsmitglied. Anfang der 1990er Jahre war er am Aufbau des Dokumentations- und Kulturzentrums Deutscher Sinti und Roma beteiligt und wurde hier ebenfalls in den Vorstand gewählt. 2001 übernahm er nach langer Tätigkeit in den Landesverbänden Baden-Württemberg und Rheinland-Pfalz des Verbands Deutscher Sinti und Roma die Leitung des Referats Bildung im Dokumentationszentrum.
Auch weil ein großer Teil seiner Familie im Nationalsozialismus dem Porajmos zum Opfer fiel, engagierte er sich als Betroffener der zweiten Generation in der Bürgerrechtsbewegung gegen antiziganistische Haltungen, Einstellungen und Handlungen. In Schriften, Tagungen, Lesungen und anderen öffentlichen Veranstaltungen vermittelte er die Kultur der Sinti in die Mehrheitsbevölkerung wie auch ein Bewusstsein von der Bedeutung der Sprache innerhalb der Minderheit selbst. Seine Arbeitsschwerpunkte lagen auf dem Erhalt der Minderheitensprache und auf der Gleichstellung der Minderheit im Bildungswesen. Sein besonderes Interesse galt der Sammlung von Märchen oder anderen Erzählformen der Sinti. Gemeinsam mit seiner Frau Ilona, die ebenfalls der zweiten Generation Überlebender angehört und sich seit langem in der Bürgerrechtsbewegung engagiert, hielt er auch Zeitzeugenbefragungen von Sinti fest, die die NS-Verfolgung überlebt hatten. Die Interviews führten sie zum Teil in Romanes, zum Teil in Deutsch. Bereits ab den 1970er Jahren arbeiteten sie an der Aufarbeitung ihrer Geschichte im Nationalsozialismus und versuchten, die verbreitete Sprachlosigkeit der Opfer aus den Reihen der Sinti zu überwinden.
Zusammen mit dem Musiker Romeo Franz entwickelte er das Projekt „Parmissi“ – Erzählungen und Lieder der Sinti und Roma. Parmissi beziehungsweise Paramisi sind die am stärksten formalisierten, maßgebenden Prosaformen in der Erzählkultur und teils Volksliteratur der Roma. Sie enthalten idealerweise auch Standardformulierungen, zum Beispiel zu Beginn, und den Anspruch, korrekt und mit schöner Wortwahl vorgetragen zu werden.
Lagrene hatte großen Anteil daran, dass Teile der Sinti-Erzählkultur verschriftlicht wurden. Er hielt es für möglich, dass die mündliche Überlieferung allein "auf Dauer" nicht mehr hinreichend tragfähig sei. Er spürte das Bedürfnis, "all das, was ich noch weiß, niederzuschreiben und auf Papier festzuhalten." Dieses Bedürfnis wurzelte in der eigenen Unsicherheit darüber, ob seine Generation und die seiner Kinder der allgemeinen Entwicklung zum Trotz die Kraft haben würden, "das, was unsere Kultur ausmacht, an die nachfolgende Generation überzeugend weiterzuleiten."
In seinem postum veröffentlichten Werk "Djiparmissa" übersetzte er eine Auswahl klassischer deutschsprachiger Gedichte – angefangen von Werken Achim von Arnims bis zu Rainer Maria Rilke – in Romanes. Seine Intention war zu zeigen, dass sich Romanes durch seine Lebendigkeit und Vielfalt ebenso für den lyrischen Ausdruck eignet wie das Deutsche. Daneben sind in dem Band auch eigene Gedichte Lagrenes veröffentlicht. In die Gedichte nahm er alte Wörter auf, die heute oftmals nicht mehr geläufig sind.

## Schriften (Auswahl)
- Mündliche Erzählkunst als Volkskultur – Betrachtungen aus der Innensicht. In: Wilhelm Solms, Daniel Strauß (Hrsg.): "Zigeunerbilder" in der deutschsprachigen Literatur. Heidelberg 1995, S. 103–110.- Daraus: Die Geschichte von Chinto Mari. Auszug
- Mitarbeit an: Landeszentrale für politische Bildung Baden-Württemberg (Hrsg.), Zwischen Romantisierung und Rassismus. Sinti und Roma 600 Jahre in Deutschland. Stuttgart 1998
- Mit Daniel Strauß, Ilona Lagrene: ... weggekommen. Berichte und Zeugnisse von Sinti, die die NS-Verfolgung überlebt haben. Berlin, Wien 2000
- Das deutsche Romanes. Geschichte einer nichtkodifizierten Sprache, in: Christel Stolz (Hrsg.): Neben Deutsch. Die autochthonen Minderheiten- und Regionalsprachen Deutschlands. Bochum 2009, S. 87–102
- Zur Lage des Romanes, in: Mit den Regional- und Minderheitensprachen auf dem Weg nach Europa, Bremen 2011 online
- Balance der Identität, in: Oliver von Mengersen (Hrsg.): Sinti und Roma. Eine deutsche Minderheit zwischen Diskriminierung und Emanzipation (Schriftenreihe der Bundeszentrale für politische Bildung, Bd. 1.573), Bonn 2015, ISBN 978-3-8389-0573-0, S. 245–259
- Djiparmissa. Klassische Gedichte auf Romanes. Übersetzt und herausgegeben von Reinhold Lagrene, Heidelberg 2018

## Links
- Djiparmissa – Klassische deutsche Gedichte auf Romanes, Online-Lesung

## Medienberichte
- Alexander Albrecht: Seit 40 Jahren kämpft sie gegen Vorurteile. Die aus Heidelberg stammende Ilona Lagrene setzt sich dafür ein, dass Sinti und Roma nicht mehr verschweigen, wer sie sind. in: Rhein-Neckar-Zeitung vom 7. November 2013
- Sarah Levy (Text) und Felix Schmitt (Fotos): Hausbesuch bei Sinti-Familien. Mit Hornhaut auf der Seele. Sie sprechen Pfälzisch, Hessisch, Bayrisch oder auch Romanes. Die Familie Lagrene lebt seit Jahrhunderten in Deutschland. Ganz einfach ist das nicht. in: taz vom 26. Oktober 2013